# John Miller
John "Jock" Miller (27 de fevereiro de 1881 — 10 de abril de 1957) foi um ciclista de nacionalidade escocesa.
Em 1912, Miller competiu em duas provas defendendo as cores do Reino Unido nos Jogos Olímpicos de Estocolmo, onde se destacou na prova de estrada por equipes ao terminar na quarta posição.